# Hyamia lamusalis
Hyamia lamusalis là một loài bướm đêm trong họ Noctuidae.